# CryptoCompare

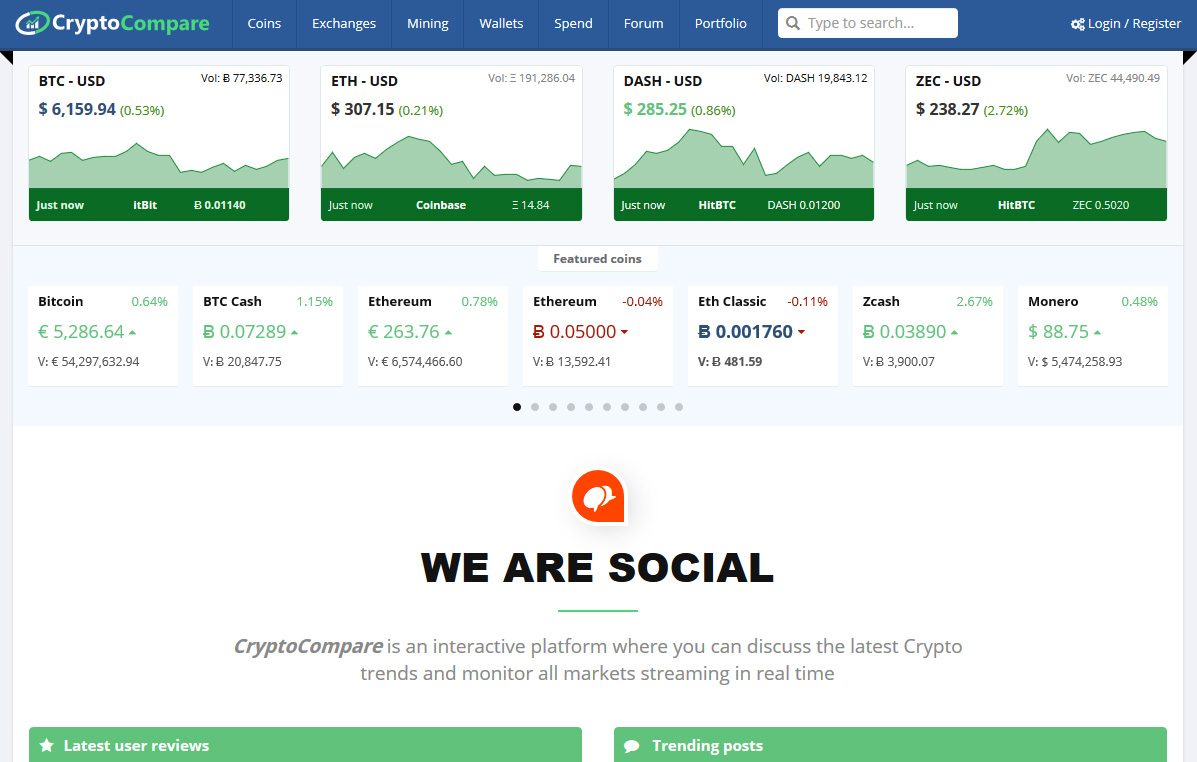
Screenshot CryptoCompare

CCData (voorheen CryptoCompare) is een gratis internetforum. Men kan er na registratie een profiel aanmaken, interactief de laatste trends rond cryptovaluta's bespreken, reviews raadplegen en in realtime de evolutie van de cryptomarkt volgen.

## Ontstaan
Crypto Coin Comparison LTD, het bedrijf achter CCData, werd opgericht in het Verenigd Koninkrijk in 2014 door Charles Hayter en Vlad Cealicu. Het platform werd eind juli 2015 voorgesteld aan het publiek. Het basisteam werkt vanuit het hoofdkantoor in London, maar CCData telt eveneens werknemers in Roemenië, Portugal, Duitsland en Hongarije. Eind oktober 2017 waren er 330.185 geregistreerde leden of cryptopians. Volgens de Alexa-test steeg CCData (voorheen CryptoCompare) in 2018 naar een plaats bij de 1500 populairste websites op de wereldranking.

## Inhoud
Het platform brengt live prijzen, grafieken en marktanalyses van crypto exchanges wereldwijd. Naast de marktgegevens kan men er analytische artikels raadplegen, maar ook meer dan 1000 crypto-activa, gidsen en reviews. De leden kunnen er interactief met elkaar overleggen of ervaringen delen omtrent producten en diensten ten voordele van andere gebruikers. Er is ook de mogelijkheid om een virtueel portfolio te openen. Met dat portfolio kunnen gebruikers hun cryptogeld monitoren en hun positie op verschillende handelsplatforms bewaken.

## Functie
CCData tracht met de ervaringen van een community consensus te creëren over welke producten te vertrouwen zijn en waarom.  Het is ook een plek waar men als nieuwkomer kennis kan vergaren over cryptovaluta's en een aantal fundamentele concepten achter de blockchain kan leren begrijpen.

## Data
De website is opgebouwd rond frontend Umbraco servers met Redis en PostgreSQL integratie, maar de meeste gegevens komen van API servers met behulp van AngularJS. Dit staat toe om codes te delen tussen AngularJS frontend en Node.js backend. In 2017 kwam er een samenwerking tot stand met het Duitse MVIS, waarbij CryptoCompare zou gaan instaan voor de realtime datatransfers.

### Media
- Bitcoin.com, 12 juli 2017
- International Business Times, 6 april 2017
- Cointelegraph, 4 juli 2016
- The Merkle, 19 februari 2016